# Waldershof
Waldershof là một thị xã ở huyện Tirschenreuth, bang Bayern, Đức. Đô thị này tọa lạc 22 km về phía tây bắc của Tirschenreuth, và 3 km về phía tây nam của Marktredwitz.